# مین دریایی

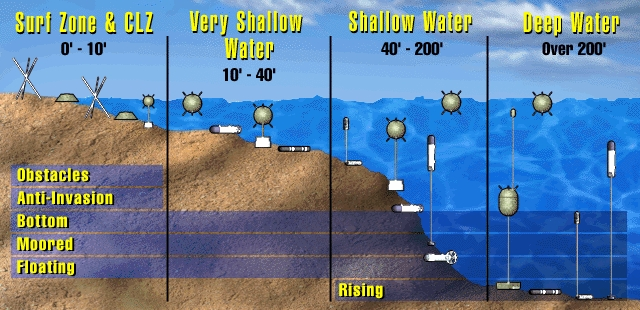
گونه‌های مختلف مین دریایی بر حسب عملکرد

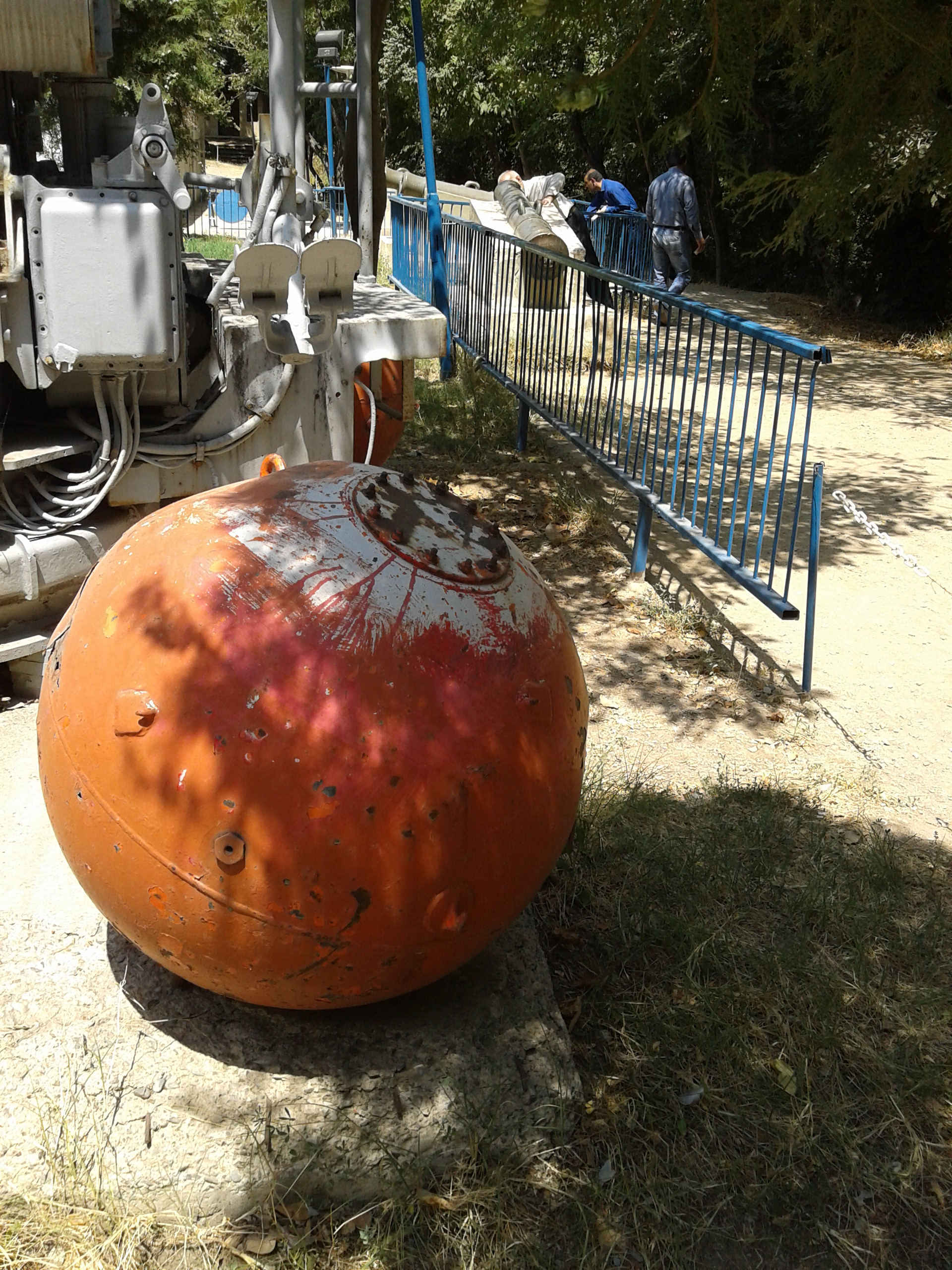
مین دریایی متعلق به نیروی دریایی ایران

مین دریایی یک وسیلهٔ انفجاری (مین) است که در دریا، آبراهه‌ها و رودخانه‌ها گذاشته می‌شود و می‌تواند کشتی‌ها و زیردریایی‌ها را نابود کند. بر خلاف بمب‌های عمقی، مین‌های دریایی روی آب گذاشته می‌شوند و وقتی که به کشتی دشمن نزدیک شدند یا با آن برخورد کردند، منفجر می‌شوند. مین‌های دریایی می‌توانند برای حمله به دشمنان مورد استفاده قرار گیرند، به‌طوری‌که می‌توانند حرکت کشتی‌های دشمن را مختل کرده یا موجب زندانی شدن آن در میان مین‌ها شوند. همچنین مین‌های دریایی کاربرد دفاعی نیز دارند؛ چنان که می‌توان از آن‌ها برای محافظت از مرز آبی خودی استفاده کرد.